# Timber Wolf
Timber Wolf in Worlds of Fun (Kansas City, Missouri, USA) ist eine Holzachterbahn des Herstellers Dinn Corporation, die am 1. April 1989 eröffnet wurde.
Seit ihrer Eröffnung wurde die Bahn zweimal von Amusement Today in die Top-25-Liste der Achterbahnen in Amerika gewertet und wurde 1991 als die beste Holzachterbahn bewertet. Die höchste Stelle ist 30,5 m hoch und besitzt eine 29 m hohe Abfahrt, auf der sie eine Höchstgeschwindigkeit von 85,3 km/h und 2,8 g erreicht. Timber Wolf war die erste und bis 2009 auch einzige Holzachterbahn des Parks. 2009 kam noch Prowler hinzu.
Ursprünglich verfügte Timber Wolf über eine 560°-Helix. Diese wurde zur 2018er-Saison durch eine übergeneigte Kurve ersetzt.

## Züge
Timber Wolf besitzt zwei Züge mit jeweils sechs Wagen. In jedem Wagen können vier Personen (zwei Reihen à zwei Personen) Platz nehmen.

## Unfälle
Am 30. Juni 1995 starb ein 14 Jahre altes Mädchen, als dieses während der Fahrt aus 7,6 m Höhe fiel. Die Bahn wurde zunächst geschlossen, um Nachforschungen an den Sicherheitseinrichtungen zu machen. Als Resultat wurden neue Schoßbügel installiert. Der Parkbesitzer (Hunt-Midwest) und der Erbauer (Philadelphia Toboggan Coasters) gaben 200.000 US-Dollar als Ausgleich.
Bereits 1990 wurden auf der Achterbahn 38 Personen bei der Kollision zweier Wagen verletzt.